# Акуловская (Верхнетоемский район)
Акуловская — деревня в Верхнетоемском районе Архангельской области России. Входит в состав сельского поселения «Двинское».

## География
Акуловская расположена на реке Ёрга у слияния с рекой Малый Симеж. Является частью села Заболотье.

## История
До 1959 года Акуловская относилась к Черевковскому району, после упразднения которого вошла в состав Верхнетоемского района. Здесь существовал колхоз «Север». С 2006 года по 2014 год деревня входила в состав муниципального образования «Тимошинское».

## Население
| 2002 | 2010 |
| ---- | ---- |
| 35   | ↘22  |

Численность населения деревни, по данным Всероссийской переписи населения 2010 года, составляла 22 человека. На 1.01.2010 в деревне числилось 29 человек, в том числе 12 пенсионеров.

### Карты
- Акуловская на карте Wikimapia
- Акуловская на сайте Космоснимки
- Акуловская. Публичная кадастровая карта